# Фульмінатне золото
Фульмінантне золото (гримуче золото) — це світло- та ударочутлива жовта до жовто-оранжевої аморфна гетерогенна суміш різних полімерних сполук, переважно золота(III), аміаку та хлору, яку неможливо описати хімічною формулою. Тут слово «фульмінантний» має своє найдавніше значення — «вибуховий» (від латинського fulmen — блискавка, від дієслова fulgeo — «я сяю»); матеріал не містить йонів фульмінату. Найкращий наближений опис полягає в тому, що це продукт часткового гідролізу {\displaystyle {}_{\infty }^{3}{\ce {[Au2(\mu-NH2)(\mu_3-NH)2]Cl}}}.
При згорянні утворюється фіолетова пара. Комплекс має квадратну планарну геометрію молекули з низьким спіновим станом.
Зазвичай, краще уникати випадкового утворення цієї речовини шляхом змішування хлориду або гідроксиду золота(III) з газоподібним аміаком або солями амонію, оскільки вона схильна до вибуху навіть при найменшому дотику.